# Abajo en la costanera
Abajo en la costanera es el primer álbum de estudio del grupo chileno Emociones Clandestinas, lanzado originalmente en 1987 en formato casete y reeditado en 2006 como disco compacto. El título es una parodia de la canción «Arriba en la cordillera» (1965) de Patricio Manns.
Varias canciones del disco fueron grabadas en casa de Jorge González, vocalista y compositor de Los Prisioneros, banda que los acompañó en los coros, a pesar de no aparecer señalados en los créditos.
El álbum contiene las canciones «Te tengo atrapada», «Cajitas rectangulares» y «Un nuevo baile». Esta última, que según su autor Yogui Alvarado corresponde a una crítica hacia el absurdo del «cómo Santiago te obligaba a vivir», se convirtió en uno de los temas chilenos más populares de la década. En abril de 2008, la edición chilena de la revista Rolling Stone situó a este álbum en el 23.er lugar dentro de los 50 mejores discos chilenos de todos los tiempos.

## Lista de canciones
Todas las canciones escritas y compuestas por Jorge «Yogui» Alvarado. 
| Abajo en la costanera |                           |          |  |
| N.º                   | Título                    | Duración |  |
| 1.                    | «Te tengo atrapada»       | 2:34     |  |
| 2.                    | «Un nuevo baile»          | 4:22     |  |
| 3.                    | «Cajitas rectangulares»   | 3:22     |  |
| 4.                    | «No me puedo acostumbrar» | 3:52     |  |
| 5.                    | «Tiempos modernos»        | 4:30     |  |
| 6.                    | «Mal dolor»               | 2:03     |  |
| 7.                    | «Anímate»                 | 1:43     |  |
| 8.                    | «Radio Clandestina»       | 4:36     |  |
| 9.                    | «¿Es esto revolución?»    | 9:42     |  |
| 37:24                 |                           |          |  |